# Anttola
Anttola är en tätort och var tidigare en kommun i landskapet Södra Savolax i Finland. Anttola är sedan den 1 januari 2001 en del av S:t Michels stad.
År 1908 var landsarealen 236,6 km² och invånarantalet 2 767 människor med ett befolkningstäthet av 11,7 invånare/km².
Anttola var enspråkigt finskt.

## Politik

### Mandatfördelning i Anttola kommun, valen 1976–1996
| 7 | 8 | 2 |

| 6 | 8 | 3 |

| 6 | 8 | 3 |

| 7 | 8 | 2 |

| 6 | 1 | 8 | 2 |

| 6 | 8 | 3 |

## Anttola tätort
Tätorten Anttola, som av Statistikcentralen kallas Anttolankylä, har 892 invånare. Tätorten ligger längs Stamväg 62 mellan Saimens fjärdar Luonteri och Paljavesi.